# Ariamnes colubrinus
Ariamnes colubrinus är en spindelart som beskrevs av Eugen von Keyserling 1890. Ariamnes colubrinus ingår i släktet Ariamnes och familjen klotspindlar. Inga underarter finns listade i Catalogue of Life.